# イェスパー・トリンション
イェスパー・ミカエル・トリンション (Jesper Mikael Tolinsson , 2003年2月20日 - )は、スウェーデン・ヴェストラ・イェータランド県ヨーテボリ出身のプロサッカー選手。ベルギー・ファースト・ディビジョンB・ロンメルSK所属。ポジションはDF。

## クラブ経歴
12歳の時に地元のIFKヨーテボリに入団。2019年に16歳でトップチームに昇格。翌2020年6月18日のアルスヴェンスカンのヴァールベリBoIS戦で前半26分から起用されプロデビュー。以降出場機会が増え、同年10月には早くも国外移籍が決定。ロンメルSKと5年契約を締結し、2021年7月より加入する事が発表。2021年シーズンはIFKヨーテボリで8試合に出場した後ロンメルSKに正式に加入。2021-22シーズンは2部リーグで16試合に出場した。

## 代表歴
2021年から各ユース世代のスウェーデン代表に招集されている。